# Aceyalone

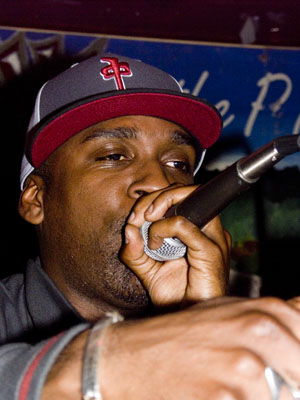
Aceyalone bei einem Auftritt 2005

Aceyalone (* 30. September 1970 in Los Angeles; bürgerlich Eddie Hayes) ist ein US-amerikanischer Rapper und Musikproduzent. Internationale Bekanntheit erlangte er vorwiegend als Teil der Hip-Hop-Formation Freestyle Fellowship und als Mitbegründer des Project Blowed. Darüber hinaus haben ihn seine musikalischen Beiträge zu Videospielen der Firma 2K Games bekannt gemacht.

## Biografie
Hayes künstlerischer Werdegang begann im Jahr 1991, als er zusammen mit Freestyle Fellowship aus Los Angeles das Album To Whom It May Concern veröffentlichte. Der, auf der High School gegründete,  Musikerzusammenschluss stellte mit seinem Debüt-Album damals einen musikalischen Gegenentwurf zum kommerziell erfolgreicheren G-Funk um das Death Row Records Plattenlabel dar und war stilistisch der alternativen Hip-Hop-Bewegung Native Tongues Posse aus New York zuzuordnen. Dem Bruch des Freestyle Fellowship nach ihrem zweiten Album Innercity Griots im Jahre 1993 ist es zuzuschreiben, dass Aceyalone fortan als Solokünstler in Erscheinung tritt. Mit der heute als Project Blowed bekannten KAOS Network-Weiterführung beginnt Hayes zusammen mit dem Künstler Abstract Rude 1994 eine regelmäßige Veranstaltung in einem Waschsalon im Norden von Los Angeles zu betreiben, die sich als Alternative zum Massenmarkt in der Hip-Hop-Szene positioniert. Über die Jahre hinweg hat Eddie Hayes als Aceyalone viele Projekte sowohl alleine als auch mit diversen Hip-Hop-Künstlern veröffentlicht. Unter anderem mit RJD2, Abstract Rude oder seiner zuletzt gegründeten Band „The Lonely Ones“.

## Diskografie
- 1995: All Balls Don't Bounce
- 1998: A Book of Human Language
- 1999: Haiku D'Etat (mit Abstract Rude und Mykah-9 als Haiku D'Etat)
- 2001: Accepted Eclectic
- 2002: Hip Hop and the World We Live In
- 2002: Who Framed the A-Team (mit Abstract Rude als The A-Team)
- 2003: Love & Hate
- 2003: Coup D'Theatre (mit Abstract Rude und Mykah-9 als Haiku D'Etat)
- 2006: Magnificent City (mit RJD2)
- 2006: Grand Imperial
- 2007: Lightning Strikes
- 2008: Find Out
- 2009: Aceyalone & the Lonely Ones
- 2013: Leanin' On Slick! 14th June 2013
- 2015: Action